# 草屯新興宮
23°59′33″N 120°40′20″E / 23.992458°N 120.672093°E
草屯新興宮，是位於臺灣南投縣草屯鎮新庄里的慚愧祖師廟，為吳敦義故鄉的庄廟。

## 沿革
南投縣草屯鎮新庄一帶昔日是阿立昆族的狩獵場，至乾隆年間，從漳州的洪姓族人攜眷入墾。當時移墾南投的漢族，將慚愧祖師視為「防番之神」，認為可防原住民侵擾，便紛紛奉祀。其中新庄民洪志忠就將此神安奉於村莊中心的私堂，供人膜拜，迨1935年冬才移奉到現址的新庄里芬草路二段348號，稱為「憲德堂」。
1982年里民大會，由里長何鎮元發起建廟，籌畫以原來的集會所改建兩樓建築，即一樓仍做為集會所，二樓即做為廟殿。為取得公有地，藉由草屯鎮鎮長林宗男出面洽商，並獲得該里出身的時任南投縣縣長吳敦義協助，讓彰化縣政府及議會同意讓售。1985年，成立建廟委員會，決定該廟稱為「新興宮」，1986年奠基興建，歷時三年落成，於1990年農曆正月十日入火安座。

## 祭祀

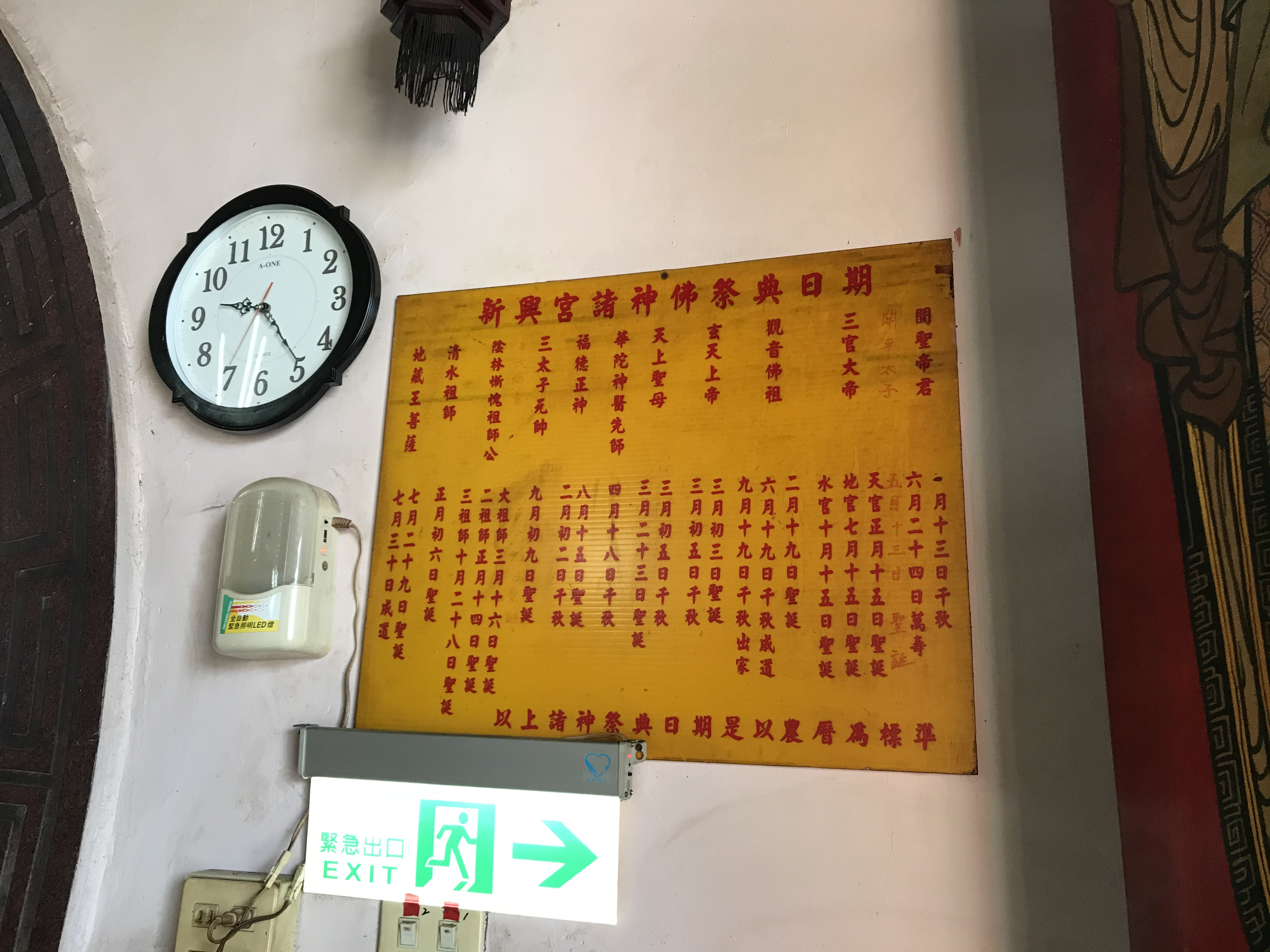
祀神表

南投所祭祀的慚愧祖師為「慚愧三祖師」信仰，為精通堪輿的潘達禮、精通岐黃的潘達德、通曉法術的潘達明，分別被信徒尊稱為「大公」、「二公」、「三公」。在2005年報導時，全臺灣八成以上慚愧祖師廟都在南投縣內，縣政府曾於此宮合作，該年10月29日舉行慚愧祖師遶境。
主殿的慚愧祖師神像有1991年10月於梅縣陰那山靈光寺所迎回；左殿觀音像為從不肯去觀音院所迎回；右殿媽祖像為湄洲妈祖祖庙所迎回。
吳敦義自從擔任行政院院長後，每年農曆正月初一都會返回新庄里老家，在祭拜祖先後，就會照慣例來此里的信仰中心新興宮參拜，然後再往草屯敦和宮等廟祭拜。